# 아키디아누스속
아키디아누스속은 술폴로부스과의 속이다.